# صبا الحيالي
صبا الحيالي هي استاذة علم المناعة المساعدة بجامعة محمد بن راشد للطب والعلوم الصحية بدولة الإمارات العربية المتحدة ،والحائزة علي العديد من الجوائز والتكريمات في مجال علم المناعة، وهي واحدة من بين أفضل العالمات المتميزات الصاعدات بدولة الإمارات.
اختيرت الدكتورة صبا ضمن أفضل (15) موهبة عالمية في العلوم وضمن الفائزات بجائزة الباحثات الصاعدات عالمياً خلال جوائز لوريال- اليونسكو من أجل المرأة في مجال العلوم 2017م
تم اختيار الحيالي أيضاً كواحدة من بين أربع سيدات حصلن علي لقب " عالمات متميزات" في دول مجلس التعاون الخليجي 2016م
من أهم أقوال الحيالي المأثورة " المجتمع الإماراتي تجاوز مساحة تمكين المرأة إلي إطلاق العنان لابداع وتميز المرأة في شتي المجالات".

## مسيرتها العلمية، واهتماماتها البحثية.[6]
الدكتورة صبا الحيالي حاصلة علي بكالوريوس العلوم في الكيمياء الحيوية من جامعة كيبيك بمونتريال - كندا 2007م، وحصلت علي درجة دكتوراة الفلسفة في الطب التجريبي من جامعة ماكجيل بكندا عام 2013م،
حصلت صبا علي العديد من المنح الدراسية طوال فترة الدكتوراة، كما أنها تدربت في مختبر ماكينز كريستي وهو مركز أبحاث رائد في طب الجهاز التنفسي
تدور أبحاث الدكتورة صبا حول دور الجهاز المناعي في أمراض الجهاز التنفسي المختلفة مع التركيز علي العلاقة بين الربو والسمنة.
عملت الحيالي في بداية مسيرتها العملية كمدير للبرنامج الطبي للسنة الأولي بجامعة فيصل بالمملكة العربية السعودية عام 2015-2016م وعملت كمحاضر أول في علم وظائف الأعضاء بالجامعة ذاتها
ثم عملت كأستاذ مساعد بجامعتي محمد بن راشد للطب والعلوم الصحية بالإمارات، وجامعة ماكجيل بكندا.

## الجوائز والتكريمات.[6]
- لوريال - اليونسكو للنساء في مجال العلوم - المواهب الدولية الصاعدة غام 2019م، وذلك عن مشروعها: علاقة السمنة وتنظيم المناعة لدى مرضى الربو - الحديث المتبادل بين الخلايا الشحمية والخلايا الثائية.
- زمالة لوريال - اليونسكو للمرأة في مجال العلوم 2017م للشرق الأوسط، وذلك عن دورها في تحفيز مسيرة التقدم العلمي بمنطقة الخليج. من خلال حفل كبير أقيم في دبي، وكان معها من المكرمات : فاطمة طاهر من الإمارات، قداء عماد محمد من الإمارات، فاطمة الراشد من الكويت، أمل قطان من السعودية، مرام منصور عبادي من السعودية.[7]
- جائزة جيمس هوج - أفضل عرض ملصق عام 2012م.
- الجائزة الأولي في فئة الدكتوراة لأفضل عرض بحثي من خلال مؤتمر رابطة أطباء الرئة - مقاطعة كيبيك - كندا 2011م.

## الأبحاث العلمية.[6]
- Vitamin D3 Attenuates Viral-Induced Inflammation and Fibrotic Responses in Bronchial Smooth Muscle Cells
- Implications of preexisting asthma on COVID-19 pathogenesis
- Asthma severity as a contributing factor to cancer incidence: A cohort study
- Combination of obesity and co-morbidities leads to unfavorable outcomes in COVID-19 patients
- Regulation of Angiotensin- Converting Enzyme 2 in Obesity: Implications for COVID-19
- Contribution of IL-17 in Steroid Hyporesponsiveness in Obese Asthmatics Through Dysregulation of Glucocorticoid Receptors α and β
- Role of IL-17 in asthma pathogenesis and its implications for the clinic
- Nanotubes connect CD4+ T cells to airway smooth muscle cells: novel mechanism of T cell survival
- Insights into asthmatic airway remodelling through murine models
- T cell-induced airway smooth muscle cell proliferation via the epidermal growth factor receptor